# Halfbreed
Albums de Keef Hartley Band
Halfbreed The Time is Near
(1970)
Halfbreed est le premier album du groupe britannique Keef Hartley. Il est sorti en 1969.
Keef Hartley est entouré d'une formation riche avec à la bass Gary Thain, à la guitare Spit James et Miller Anderson, au clavier Peter Dines, au saxophone Chris Mercer, à la trompette Harry Beckett , à la flûte Lynn Dobson et Miller Anderson en vocaliste. 
La voix de John Mayall intervient sur Sacked et Too Much Thinking.
L'artwork de l'album est réalisé par Bob Baker pour la face supérieure et par Richard Sacks pour l'intérieur de l'album.
Keef Hartley band a présenté et joué Halfbreed au festival de Woodstock, faisant d'eux, le premier groupe britannique a participer à cet événement. Leur manager ayant demandé aux organisateurs un cachet pour filmer ou enregistrer le groupe, il n'existe aucune ou peu de traces de leur participation à ce festival.

## Pistes

### LP de 1969
1. Sacked (Introducing Hearts and Flowers) (Arrangements Keef Hartley)[Quoi ?] – 0:40
2. Confusion Theme (Hartley, Ian Cruikshank) – 1:05
3. The Halfbreed (Hartley, Peter Dines, Cruikshank) – 6:07
4. Born to Die (Dines, Hartley, Gary Thain, Fiona Hewitson) – 9:58
5. Sinnin' For You (Hartley, Dines, Hewitson, Owen Finnegan) – 5:51
6. Leavin' Trunk  (Sleepy John Estes) – 5:55
7. Just to Cry ([[Henry Lowther |Henry Lowther]], Finnegan) – 6:20
8. Too Much Thinking (Finnegan, Dines, Thain) – 5:30
9. Think it Over (B.B. King) – 4:59
10. Too Much to Take (Speech) – 0:32

### Réédition CD de 1995
One Way Records OW 30332
1. Sacked (Introducing Hearts and Flowers)
2. Confusion Theme
3. Halfbreed
4. Born to Die
5. Sinnin' for you
6. Leavin' Trunk
7. Just to Cry
8. Too Much Thinking
9. Leave it 'til the Morning
10. Think it Over
11. Too Much to Take